# Robert C. Macon

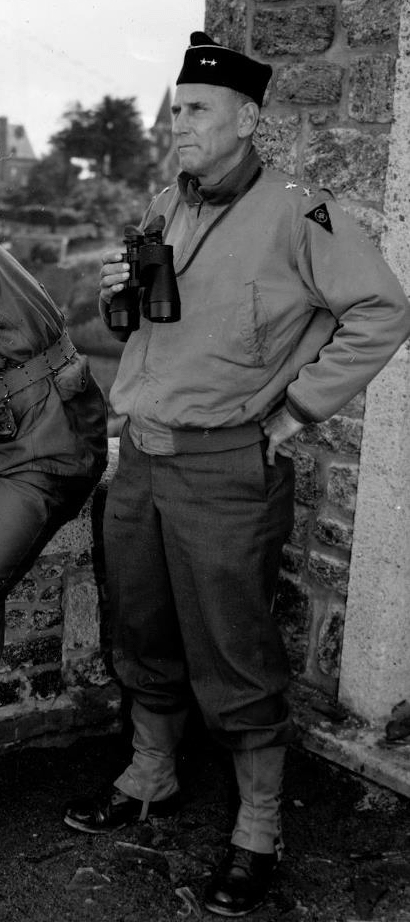
Robert C. Macon (1944)

Robert Chauncey Macon (* 12. Juli 1890 in Washington, D.C.; † 20. Oktober 1980 in der Naval Air Station Patuxent River, Maryland) war ein Generalmajor der United States Army. Er war unter anderem Kommandeur der 83. Infanteriedivision.
Robert Macon war ein Sohn von Hauptmann Edward Newton Macon (1862–1917) und dessen Frau Edith Waterman Bailey (1867–1941). Er studierte an der Virginia Polytechnic Institute and State University und gelangte im Jahr 1916 in das Offizierskorps des US-Heeres, wo er der Infanterie zugeteilt wurde. In der Armee durchlief er anschließend alle Offiziersränge vom Leutnant bis zum Zwei-Sterne-General.
Im Lauf seiner militärischen Karriere absolvierte Macon verschiedene Kurse und Schulungen. Dazu gehörten unter anderem das Command and General Staff College und das United States Army War College. In seinen jüngeren Jahren absolvierte er den für Offiziere in den niederen Rangstufen üblichen Dienst in unterschiedlichen Einheiten und Standorten. Dazu gehörten auch Aufgaben als Stabsoffizier in verschiedenen Hauptquartieren. Über seine Verwendung zur Zeit des Ersten Weltkriegs ist in den Quellen nichts überliefert. Von 1920 bis 1922 gehörte er dem 15. Infanterieregiment an, das in China stationiert war. Im weiteren Verlauf der 1920er und 1930er Jahre absolvierte er die oben erwähnten Schulen. Außerdem war er als Dozent an verschiedenen Militärschulen tätig. Zwischenzeitlich war er auch am Panamakanal stationiert. Im Jahr 1940 wurde er Stabsoffizier bei der 7th Corps Area. Dieses Amt hatte er bis zum April 1941 inne.
Es folgte eine Versetzung zur 4. Panzerdivision, wo er zwischen April 1941 und April 1942 deren Stabsabteilung G4 (Logistik und Nachschub) leitete. In diese Zeit fiel der amerikanische Eintritt in den Zweiten Weltkrieg. Die 4. Panzerdivision war zu dieser Zeit noch nicht im Krieg eingesetzt. Anschließend erhielt Macon das Kommando über das 7. Infanterieregiment, das der 3. Infanteriedivision unterstand. Dieses Kommando bekleidete er zwischen April 1942 und Februar 1943. Er war an der Landung der Alliierten in Nordafrika und dem folgenden Tunesienfeldzug beteiligt.
Nach seiner Zeit als Regimentskommandeur wurde Robert Macon zum Stab der 83. Infanteriedivision versetzt, von Februar 1943 bis Januar 1944 als deren stellvertretender Kommandeur. Die damals von Frank W. Milburn kommandierte Division war erst 1942 reaktiviert worden und verblieb zunächst in den Vereinigten Staaten. Im Januar 1944 übernahm Macon als Nachfolger Milburns den Oberbefehl über die Division, den er bis zu deren Auflösung im Jahr 1946 behielt. Im April 1944 wurde die Einheit nach England verlegt und am 18. Juni landete sie am Omaha Beach in der Normandie. Die Division drang südlich zur Loire und westlich in die Bretagne vor, wo sie an der Schlacht um die Bretagne beteiligt war. Damals wurden von der Division etwa 20.000 deutsche Soldaten in Kriegsgefangenschaft genommen. Später nahm sie am alliierten Vormarsch nach Deutschland teil und war unter anderem an der Abwehr der Ardennenoffensive und der Schlacht im Hürtgenwald beteiligt. Sie drang im weiteren Verlauf bis zur Elbe vor, wo sie auf sowjetische Truppen traf.
Nach der Auflösung der 83. Infanteriedivision im Jahr 1946 wurde Macon amerikanischer Militärattaché an der Botschaft in Moskau. Dieses Amt bekleidete er zwischen April 1946 und August 1948. In diese Zeit fiel der Beginn des Kalten Krieges. Danach übernahm er das Kommando über die für kurze Zeit reaktivierte 17. Luftlandedivision, das er in den Jahren 1948 und 1949 innehatte. Zwischen 1949 und 1952 gehörte er dem Stab der U.S. Army Field Forces in Fort Monroe in Virginia an. Im Juli 1952 trat er in den Ruhestand.
Nach seiner Pensionierung betrieb er zusammen mit einer Nichte in Maryland einen Yachthafen. Der mit Lucy H. Johnson (1891–1961) verheiratete Offizier starb am 20. Oktober 1980 in einem Krankenhaus auf der Naval Air Station Patuxent River in Maryland und wurde auf dem Nationalfriedhof Arlington beigesetzt.

## Orden und Auszeichnungen
Robert Macon erhielt im Lauf seiner militärischen Laufbahn unter anderem folgende Auszeichnungen:
- Army Distinguished Service Medal
- Silver Star
- Legion of Merit
- Bronze Star Medal
- World War I Victory Medal
- American Defense Service Medal
- American Campaign Medal
- European-African-Middle Eastern Campaign Medal
- World War II Victory Medal
- Army of Occupation Medal
- National Defense Service Medal
- Orden der Ehrenlegion (Frankreich)
- Kriegskreuz (Frankreich)
- Kriegskreuz (Belgien)